# Tomarîne, Berîslav
Tomarîne (în ucraineană Томарине) este o comună în raionul Berîslav, regiunea Herson, Ucraina, formată numai din satul de reședință.

## Demografie
Componența lingvistică a comunei Tomarîne
     Ucraineană (91,67%)
     Rusă (8%)
     Alte limbi (0,11%)
Conform recensământului din 2001, majoritatea populației comunei Tomarîne era vorbitoare de ucraineană (91,67%), existând în minoritate și vorbitori de rusă (8%).